# Witkopmohoua
De witkopmohoua (Mohoua albicilla) is een endemische zangvogel uit Nieuw-Zeeland. De soort werd in 1830 doorde Franse vogelkundige René Primevère Lesson beschreven als een soort vink.  De vogel wordt in het Maori Pōpokoteapipipi genoemd. De vogel was vroeger een algemene soort in de oorspronkelijke wouden van het Noordereiland.

## Kenmerken
De witkopmohoua is een kleine zangvogel van ongeveer 15 cm, waarbij het mannetje 18 gram en het vrouwtje 14 gram weegt. De vogel is overwegend vaalbruin. Bij het mannetje een helder witte kop heeft met ook een witte borst, terwijl het vrouwtje en de onvolwassen vogels daar ook bruinachtig zijn. De snavel en de ogen zijn zwart en de poten zijn blauwzwart.
De witkopmohoua speelt een belangrijke rol in de Maoricultuur. Zo werd de vogel beschouwd als een boodschapper tussen de mens en de goden.

## Verspreiding en leefgebied
In 1840 toen de Europese kolonisatie goed op gang kwam, was de witkopmohoua een algemene vogel van de bossen op het Noordereiland en kleinere eilanden zoals Great Barriereiland, Little Barriereiland en Kapiti-eiland. Het verspreidingsgebied is daarna gereduceerd tot een zeer klein oppervlak door ontbossing en andere vormen van habitataantasting zoals de introductie van de hermelijn en ratten.

## Status
Dankzij een actief natuurbeschermingsbeleid gaat het nu weer beter met de witkopmohoua. De vogel is bijvoorbeeld met succes opnieuw geïntroduceerd in natuurreservaten in de buurt van Auckland en Wellington. Verder bleek dat de vogel zich redelijk kon aanpassen in de aangeplante naaldbossen. De vogel is geen bedreigde soort.